# بخش نارایانپور
بخش نارایانپور (به انگلیسی: Narayanpur district) یک منطقهٔ مسکونی در هند است که در Bastar Division واقع شده‌است. بخش نارایانپور ۶٬۶۴۰ کیلومتر مربع مساحت و ۱۳۹٬۸۲۰ نفر جمعیت دارد.